# داروين جونز
داروين جونز (بالإنجليزية: Darwin Jones)‏ (4 أبريل 1992 بشيكاغو في الولايات المتحدة - ) هو لاعب كرة قدم أمريكي في مركز الهجوم. لعب مع سياتل ساوندرز وتاكوما ديفنس وSound FC (men) ‏.

## وصلات خارجية
- داروين جونز على موقع الدوري الأمريكي (الإنجليزية)
- داروين جونز على موقع قاعدة بيانات كرة القدم.إي يو (الإنجليزية)
- داروين جونز على موقع Soccerway.com (الإنجليزية)
- داروين جونز على موقع AS.com (الإسبانية)